# NEO LMS
NEO LMS — це система управління навчанням, яка являє собою хмарну інтелектуальну навчальну платформу (ILP) для шкіл та університетів. Платформа доступна більш ніж 40 мовами, її легко налаштувати та дозволяє віддалено навчатися завдяки мобільному застосунку (iOS та Android). NEO є продуктом CYPHER LEARNING [Архівовано 14 квітня 2022 у Wayback Machine.], компанії, яка спеціалізується на наданні навчальних платформ школам, організаціям і підприємцям у всьому світі. NEO створив 2009 року Грем Гласс, генеральний директор CYPHER LEARNING, поєднуючи знання, отримані з багаторічного досвіду роботи зі школами, освітніми округами та університетами, для рішення, яке включає в себе інструменти, необхідні освітянам і здобувачам освіти.
Що робить NEO найкращим рішенням для закладів освіти:
- інтуїтивно зрозумілий дизайн, який дозволяє ефективну роботу користувачів;
- потужні функції створення та використання контенту, які підтримують ефективне навчання;
- хмарна архітектура, що забезпечує швидку реалізацію;
- зниження витрат та ліцензування на основі ваших потреб.

NEO дозволяє легко створювати навчальні курси та керувати процесом навчання(створення онлайн-класів, публікування завдань, оцінювання учнів, відстеження досягнень).

## Можливості створення контенту
З NEO користувачам не доводиться турбуватися про встановлення програмного забезпечення або збереження резервних копій, оскільки всі дані зберігаються в хмарі NEO (на AWS та Azure), із середнім часом роботи сервера 99,9 %.
NEO LMS забезпечує такі варіанти створення, використання та підтримки навчальних ресурсів:
- звичайний текст та HTML
- всі файли MS Office
- документи Google
- файли One Drive
- PDF-файли
- зображення
- аудіо
- відео
- SCORM 1.2
- H5P
- xAPI
- LinkedIn Learning, Udemy, Go1

NEO пропонує бездоганну інтеграцію з найважливішими інструментами сторонніх розробників, включаючи Google Drive, G Suite, Calendars (iCal), Turnitin, PayPal, Stripe, Authorize.net, Zapier, єдиний вхід з Office 365, SAML 2.0 Single sign-on, GoToMeeting, Zoom, WebEx, Equella, SIS, Mailchimp, Kaltura та Zapier(інтеграція вмикається App Center).
Реалізовано підтримку галузевих стандартів SCORM, Common Cartridge Format, LTI, QTI, LDAP і SMTP/POP3.

## Можливості навчання
NEO підходить як до синхронного, так і до асинхронного навчання, пропонуючи різні типи курсів, наприклад, під керівництвом інструктора, змішане навчання, самостійне вивчення або мікронавчання. Кожен курс можна додатково налаштувати, щоб включати функції гейміфікації, такі як тести, бали, значки та сертифікати для залучення учнів. Адаптивне та компетентнісне навчання є основними функціями, які допомагають вчителям створювати індивідуальний досвід навчання та відстежувати, наскільки добре вони розуміють певний предмет курсу. Ці функції працюють за допомогою автоматизації, а також є можливість налаштувати шкільний портал, що робить NEO LMS універсальним інструментом для середніх і великих навчальних закладів.

## Комунікаційні засоби
NEO пропонує різноманітні комунікаційні інструменти, щоб підтримувати зв'язок між викладачами та студентами, від чату та календаря з кольоровим кодуванням до вікі, блогів, чат-кімнат та форумів. Викладачі можуть додатково об'єднувати учнів у публічні чи приватні групи та навіть команди, щоб створювати звіти та автоматизувати певні дії. У свою чергу, студенти можуть додати своїх однокласників у друзі та побачити, хто в мережі, щоб спілкуватися з ними. Що стосується веб-конференцій, NEO дає можливість планувати синхронні заняття з MS Teams, Zoom, Google Meet, WebEx, GoToMeeting, GoToTraining і GoToWebinar прямо зі свого календаря.

## Відстеження та звітність
Відстеження успіхів учнів у NEO в першу чергу здійснюється за допомогою розширених функцій аналітики, які показують прогрес учнів у класах. Існує також журнал оцінок та сітка засвоєння, де вчителі можуть оцінити, наскільки добре учні розуміють конкретний урок або завдання на основі компетенції. Що стосується звітів, ви можете запускати вбудовані звіти для основних даних, таких як оцінки завдань, завершення класу тощо, або ви можете створювати власні звіти, вибираючи різноманітні поля, параметри фільтрації та результати діаграми. Ці звіти можна легко перетягувати на інформаційну панель як спеціальні віджети.

## Витрати та збори
NEO пропонує безкоштовну версію для всіх тих, хто хоче пересвідчитись у її функціональності, та для закладів у яких менше 400 учнів. Безкоштовна версія не містить настроюваного шкільного порталу, шляхів навчання, адаптивного навчання та інтеграції веб-конференцій. Для більшої функціональності пакет Premium вміщує понад 500 користувачів за спеціальною ціною, яка залежить від розміру установи — безкоштовна підтримка та адаптація гарантуються. Premium-функції доступні користувачам безкоштовної версії протягом 14 днів від початку реєстрації.

## Що особливого в NEO LMS?
NEO дозволяє вчителям створювати курси та налаштовувати свій шкільний портал без попередніх технічних знань, завдяки багатим інструментам для створення контенту. Він також значною мірою покладається на автоматизацію, яка заощаджує час, виконуючи повторювані дії, такі як зарахування студентів або рекомендації студентам вмісту на основі їхніх цілей та ефективності — де ціль може бути пов'язана з бажаною назвою посади або набором компетенцій. Крім цього, прихований вміст, підкреслені посилання, висококонтрастні теми та текст програми зчитування з екрана — це всі функції доступності, які роблять NEO доступним для всіх.
CYPHER LEARNING надає аналогічну LMS для використання компаніями MATRIX та LMS для використання підприємцями під назвою INDIE. Освітні платформи CYPHER LEARNING використовують більш ніж 20 000 організацій, мають мільйони користувачів та здобули кілька нагород.